# Artère circonflexe postérieure de l'humérus
L'artère circonflexe postérieure de l'humérus (ou artère circonflexe postérieure du bras) est une des deux artères circonflexes du bras.

## Trajet
L'artère circonflexe postérieure de l'humérus naît de la troisième partie de l'artère axillaire au bord inférieur du muscle subscapulaire. Elle passe en arrière avec le nerf axillaire à travers le creux axillaire.
Elle contourne le col chirurgical de l'humérus et gagne la face profonde du muscle deltoïde.
Elle s'anastomose avec l'artère circonflexe antérieure de l'humérus et l'artère profonde du bras.

## Zone de vascularisation
L'artère circonflexe postérieure de l'humérus vascularise :
- l'articulation gléno-humérale,
- le muscle grand rond,
- le muscle petit rond,
- le muscle deltoïde,
- le chef long du muscle triceps brachial.

## Galerie

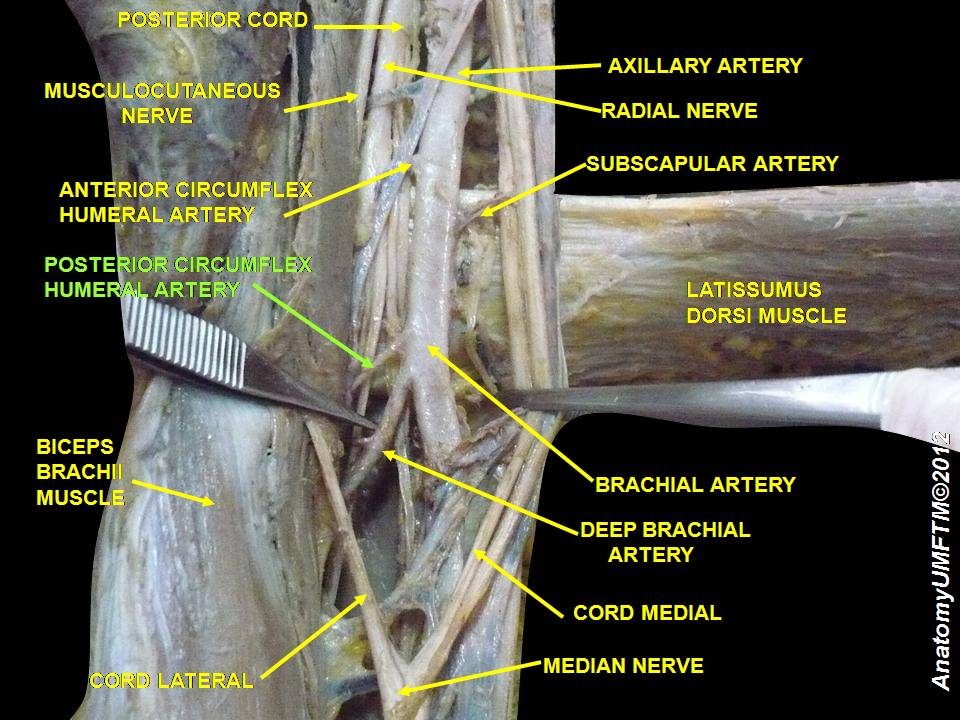
L'artère circonflexe postérieure de l'humérus